# Kasteel Calixberg

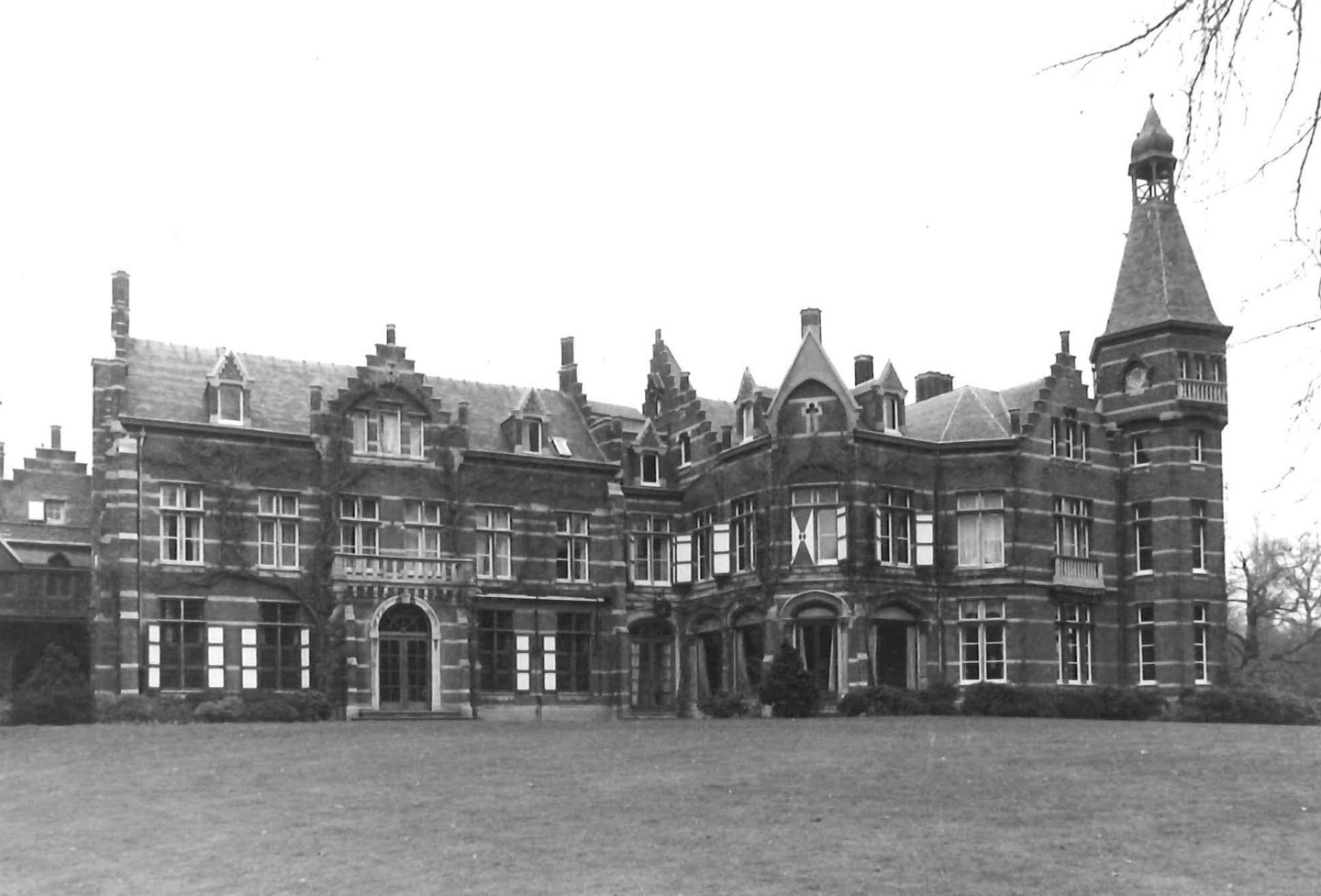
Kasteel Calixberg

Het Kasteel Calixberg of Calesberg is een kasteel in de Antwerpse gemeente Schoten, gelegen aan Borgeindstraat 274 en Calesbergdreef 5-15.

## Geschiedenis
Sinds de 11e eeuw stond hier de Burcht van Schoten waar tot 1438 de heren van Schoten woonden. Het kasteel brandde af en de resten werden bedekt met een heuvel. Begin 17e eeuw werd een nieuw kasteel gebouwd iets van de oorspronkelijke burcht af gelegen. Vanaf het 3e kwart van de 17e eeuw tot 1700 behoorde het aan de familie Schoyte, vervolgens tot 1741 aan de familie Della Faille. Vervolgens werden de families de Pret en du Bois van Nevele de eigenaars. In 1892 kwam het kasteel aan de familie Van Praet. Daarna werden families Bunge en Bracht de bezitters.
In het 4e kwart van de 19e eeuw werd het kasteel vergroot.

## Complex
Het kasteel heeft een brede voorgevel en een L-vormige westelijke aanbouw. Aan de oostzijde is een veelhoekige uitbouw te vinden, voorzien van een hoektoren. Het kasteel bevat diverse 17e-eeuwse trapgevels en werd deels in historiserende stijl gerestaureerd in het 4e kwart van de 19e eeuw.
Van de bijgebouwen kunnen het poortgebouw, de hovenierswoning met oranjerie, en het koetshuis met stallingen worden genoemd, het laatste omgebouwd tot chauffeurswoningen.
De neogotische Mariakapel is van 1911; voordien stond er een oudere kapel, maar al vanaf de 14e eeuw was er sprake van Mariadevotie op deze plaats.
Het kasteel is gelegen in een 18e-eeuws park, uitgevoerd in Engelse landschapsstijl.